# Bia: Um Mundo do Avesso
Bia: Um mundo do avesso é um episódio especial em formato de filme da série do Disney Channel, Bia. A superprodução contou com grandes locações e produções de clipes musicais. O especial foi produzido exclusivamente para a plataforma de streaming do Disney+, que buscava conteúdos originais direcionados ao público latino. O especial está disponível desde 19 de fevereiro de 2021.

## Sinopse
E se tudo estivesse ao contrário? Neste mundo alternativo, nossos personagens se comportam de forma contrária ao normal. Bia e Manuel têm uma relação turbulenta e Alex é colocado em segundo plano neste jogo de sedução. Pixie, a implacável e impressionante nova proprietária do Laix, decide comprar o Fundom e fundi-la com sua rede. Mas, o maior conflito surge quando Pixie anuncia um show para inaugurar esta nova era. Isso gera muita intriga e conflito entre todos para serrem estrelas da abertura desse grande show, principalmente entre Bia e Helena, as irmãs que nesse mundo de cabeça para baixo são divas rivais competindo para se destacar no show.

## Elenco

### Protagonistas
- Isabela Souza como Beatriz «Bia» Urquiza
- Julio Peña como Manuel Gutiérrez Quemola «El Puma»
- Giulia Guerrini como Chiara Callegri
- Agustina Palma como Celeste Quinterro
- Gabriella Di Grecco como Helena Urquiza
- Fernando Dente como Víctor Gutiérrez
- Rhener Freitas como Thiago Kunst
- Micaela Díaz como Daisy Durant
- Jandino como ele mesmo
- Rodrigo Rumi como Marcos Golden
- Julia Argüelles como Mara Morales
- Andrea de Alba como Carmín Laguardia
- Guido Messina como Alex Gutiérrez
- Alan Madanes como Pietro Benedetto
- Valentina González como Aillén
- Esteban Velásquez como Guillermo Ruíz
- André Lamoglia como Luan
- Daniela Trujillo como Isabel «Pixie» Ocaranta

### Secundários
- Sergio Surraco como Antonio Gutiérrez
- Mariela Pizzo como Paula Gutiérrez
- Estela Ribeiro como Alice Urquiza
- Alejandro Botto como Mariano Urquiza
- Sebastián Sinnott como Charly
- Simón Tobías como Indy House
- Santiago Sapag como Milo
- Macarena Suárez como Trish
- Mariel Neira como Uma
- Camila Vaccarini como Valeria
- Ana Waisbein como Julia
- Nicole Luis como Soledad
- Daniela Alméndola como Chloe

## Trilha sonora
Este especial teve seu próprio EP com músicas inéditas e reversões de músicas já vistas na série, lançado um semana antes do especial no dia 12 de fevereiro de 2021 nas principais plataformas digitais. As canções inéditas são: «Es un juego», «En tu cara», «Vale, vale», «Dejarlo todo», «Vengo desde lejos» e «Quiero bailar».

## Divulgação
Em novembro de 2020, foi anunciada a estreia de Bia: Um mundo do avesso. Os diretores e produtores soltaram mais detalhes sobre o projeto com o decorrer do tempo.
Muitos teasers foram lançados durante esse tempo, vídeos com cenas da primeira temporada e cenas do especial eram lançados nos perfis da série, personagens protagonizavam vídeos curtos anunciando a estreia e fotos promocionais eram divulgadas através da imprensa.
No dia 31 de dezembro foi lançada a canção «Vale, vale» juntamente com um lyric video, uma semana depois o videoclipe foi lançado no YouTube. O trailer oficial estreou em 26 de janeiro de 2021 nos canais de Youtube do Disney+ Brasil e nos perfis do Instagram da série.
Em 12 de fevereiro foi lançada a trilha sonora e os lyric videos de cada canção. E, finalmente, uma semana depois o especial ficou disponível a partir das 6 da manhã no Disney+, em 19 de fevereiro.

## Recepção
O especial fez bastante sucesso na plataforma Disney+, aparecendo no top dos títulos mais assistidos dos países da América Latina durante semanas após sua estreia, e por momentos ocupou o primeiro lugar de produção mais assistida da plataforma.

## Making of
Dias depois da estreia do especial, foi anunciado através das redes sociais o lançamento de um especial inédito com os bastidores do episódio, depoimentos do elenco, além de cenas do elenco reagindo ao episódio, o especial foi chamado de Bia: Um mundo do avesso (making of), e foi lançado no dia 5 de março de 2021.